# Svjetska liga u vaterpolu – Patras 2002.
Svjetska liga u vaterpolu 2002. prvo je izdanje ovog natjecanja. Završni turnir se igrao u Patrasu u Grčkoj od 1. do 4. kolovoza. U kvalifikacijama je sudjelovalo osam momčadi: Španjolska, Italija, Grčka, Brazil, Mađarska, Rusija, SAD i Hrvatska.

## Završni turnir

### Skupina
|    | Tablica    | I | Pob. | Por. | Pos. P | Prim. P | RP  | Bodovi |
| -- | ---------- | - | ---- | ---- | ------ | ------- | --- | ------ |
| 1. | Rusija     | 3 | 2    | 1    | 25     | 19      | +6  | 7      |
| 2. | Španjolska | 3 | 2    | 1    | 30     | 28      | +2  | 7      |
| 3. | Mađarska   | 3 | 1    | 2    | 25     | 19      | +6  | 5      |
| 4. | Grčka      | 3 | 0    | 3    | 14     | 38      | -24 | 3      |

### 3./4.
| 1. momčad | Ishod | 2. momčad |
| --------- | ----- | --------- |
| Mađarska  | 13:6  | Grčka     |

### 1./2.
| 1. momčad | Ishod | 2. momčad  |
| --------- | ----- | ---------- |
| Rusija    | 10:8  | Španjolska |

| Pobjednici         |
| ------------------ |
| Rusija Prvi naslov |